# Jacques den Bakker
Jacques den Bakker (25 februari 1959) is een voormalig Nederlands voetballer. Hij stond onder contract bij DS '79.

## Statistieken
| Seizoen | Club   | Land      | Competitie     | Wed. | Goals |
| ------- | ------ | --------- | -------------- | ---- | ----- |
| 1983/84 | DS '79 | Nederland | Eredivisie     | 20   | 1     |
| 1984/85 | DS '79 | Nederland | Eerste divisie | -    | -     |
| 1985/86 | DS '79 | Nederland | Eerste divisie | -    | -     |
| 1986/87 | DS '79 | Nederland | Eerste divisie | 5    | 1     |
| 1987/88 | DS '79 | Nederland | Eredivisie     | 14   | 1     |
| Totaal  | Totaal | Totaal    | Totaal         | 39   | 3     |